# Латиноамериканська тропічна музика
Латиноамериканська тропічна музика або «Тропічна музика» (ісп. música tropical) — у латиноамериканській музичній індустрії — музика іспаномовних регіонів Карибського басейну 1940-х років і похідних стилів.
У 1940-х і 1950-х роках «тропічною» називали усю іспаномовну музику Карибського басейну, за винятком кубинської музики, яка мала власну категорію та нішу на американському (і меншою мірою європейському) музичному ринку. Однак пізніше, після Кубинської революції, «тропічною» почали називати усю музику карибських островів, в тому числі кубинські кубано, відрізняючи її від материкової мексиканської музики техано та нортеньо.

## Характеристики
З огляду на походження, тропічна музика зазвичай поєднує елементи європейської та африканської традицій. Прикладом цього є процес перетворення тридольних африканських ритмів на дводольні, який спочатку мав місце на Кубі, а згодом поширився в інших країнах Карибського басейну та Латинської Америки. Синкопована поліритмія африканського походження робить тропічну музику природно орієнтованою на танці. Інструментарій тропічної музики включає як європейські (треси, фортепіано, труба, тімбалес), так і інструменти африканського походження (конги, бонго, маримба). Наприкінці 20-го століття до тропічної музики залучають синтезатори та драм-машини.
Тропічною музикою також називають музичний формат, поширений на радіостанціях латинської музики. Серед найпопулярніших тропічних стилів — сальса, меренге, бачата, кумбія і валленато.